# فهرست نویسندگان ایتالیایی
این صفحه حاوی فهرست نویسندگان ایتالیایی شامل رمان‌نویسان، جستارنویسان، شاعران و سایر افرادی است که آثار اصلی آن‌ها در زمینهٔ ادبیات بوده‌است.

## آ
- آلبرتو آربازینو (زاده ۱۹۳۰)
- جورجو آگامبن (زاده ۱۹۴۲)
- کُرّادو آلوارو (۱۸۹۵–۱۹۵۷)
- نیکولو آمانیتی (زاده ۱۹۶۶)
- جووانی باتیستا آنجولتی (۱۸۹۶–۱۹۶۱)

## ا
- ایتالو اسووو (۱۸۶۱–۱۹۲۸)
- اومبرتو اکو (۲۰۱۶_۱۹۳۲)

## ب
- ولادیمیر بارتول (۱۹۰۳–۱۹۶۷)
- الساندرو باریکو (زاده ۱۹۵۸)
- ریکاردو باکلی (۱۸۹۱–۱۹۸۵)
- جوسپه برتو (۱۹۱۴–۱۹۷۸)
- داریو بلتسا (۱۹۴۴–۱۹۹۶)
- ماریا بلونچی (۱۹۰۲–۱۹۸۶)
- دینو بوتزاتی (۱۹۰۶–۱۹۷۲)
- جووانی بوکاچیو (۱۳۱۳–۱۳۷۵)
- لئو بوسکالیا (۱۹۲۴–۱۹۹۸)
- جان بوسکو (۱۸۱۵–۱۸۸۸)

## پ
- آنجلیکی پالی (۱۷۹۸–۱۸۷۵)
- پیر پائولو پازولینی (۱۹۲۲–۱۹۷۵)
- آلدو پالاتسسکی (۱۸۸۵–۱۹۷۴)
- چزاره پاوِزه (۱۹۰۸–۱۹۵۰)
- فرانچسکو پترارک (۱۳۰۴–۱۳۷۴)
- جورجو پرسبورگر (زاده ۱۹۳۷)
- جورجو پستلی (زاده ۱۹۳۸)
- ماریو پوزو (۱۹۲۰–۱۹۹۹)
- لوئیجی پیراندلو (۱۸۶۷–۱۹۴۶)
- روستیکلو دا پیزا (سده ۱۳ و ۱۴ میلادی)
- آنتونیو پیگافتا (۱۴۹۱–۱۵۳۴)

## ت
- آنتونیو تابوکی(۲۰۱۲_۱۹۴۳)
- ماریو توبینو (۱۹۱۰–۱۹۹۱)
- فدریگو توتزی (۱۸۸۳–۱۹۲۰)

- پائولو جوردانو (زاده ۱۹۸۲)

## چ
- جانی چلاتی (زاده ۱۹۳۷)

## د
- میلو د آنجلیس (زاده ۱۹۵۱)
- دانته آلیگیری (۱۲۶۵–۱۳۲۱)
- آلبا دسس پدس (۱۹۱۱–۱۹۹۷)
- گراتزیا دلدا (۱۸۷۱–۱۹۳۴)
- اری دلوکا (زاده ۱۹۵۰)

## ر
- جانی روداری (۱۹۲۰–۱۹۸۰)
- ایزابلا روسلینی (زاده ۱۹۵۲)
- ویتوریو جی. روسی (۱۸۹۸–۱۹۷۸)
- روستیکلو دا پیزا

## س
- اومبرتو سابا (۱۸۸۳–۱۹۵۷)
- رافائل ساباتینی (۱۸۷۵–۱۹۵۰)
- فرانچسکا سانویاله (۱۹۲۸–۲۰۱۱)
- روبرتو ساویانو (زاده ۱۹۷۹)
- ماریو سولداتی (۱۹۰۶–۱۹۹۹)
- اینیاتسیو سیلونه (۱۹۰۰–۱۹۷۸)

## ش
- لئوناردو شاشا (۱۹۲۱–۱۹۸۹)

## ف
- اوریانا فالاچی (۱۹۲۹–۲۰۰۶)
- داریو فو (۲۰۱۶–۱۹۲۶)

## ک
- سالواتوره کازیمودو (۱۹۰۱–۱۹۶۸)
- رافائله کالتسینی (۱۸۸۵–۱۹۵۳)
- ایتالو کالوینو (۱۹۲۳–۱۹۸۶)
- آکیله کامپانیله (۱۸۹۹–۱۹۷۷)
- ریچیوتو کانودو (۱۹۲۳–۱۹۷۹)
- جووانی کومیسو (۱۸۹۵–۱۹۶۹)
- پیرو کیارا (۱۹۱۳–۱۹۸۶)
- کارلو کلودی (۱۸۲۶–۱۸۹۰)

## گ
- آلفونسو گاتو (۱۹۰۹–۱۹۷۶)
- جووانی گوارسکی (۱۹۰۸–۱۹۶۸)
- لورنتسو گیبرتی (۱۳۷۸–۱۴۵۵)
- کارلو گینتسبورگ (زاده ۱۹۳۹)
- ناتالیا گینزبرگ (۱۹۱۶–۱۹۹۱)

## ل
- رافائله لا کاپریا (زاده ۱۹۲۲)
- آنتونیو لابریولا (۱۸۴۳–۱۹۰۴)
- نیکولا لاجویا (زاده ۱۹۷۳)
- گاوینو لدا (زاده ۱۹۳۹)
- ماریو لوتسی (۱۹۱۴–۲۰۰۵)
- پریمو لوی (۱۹۱۹–۱۹۸۷)
- کارلو لوی (۱۹۰۲–۱۹۷۵)
- لوچیانو لیگابو (زاده ۱۹۶۰)

## م
- مائوریتسیو ماجانی (زاده ۱۹۵۱)
- لوئیجی مالربا (۱۹۲۷–۲۰۰۸)
- جانا مانتسینی (۱۸۹۶–۱۹۷۴)
- آلدا مرینی (۱۹۳۱–۲۰۰۹)
- آلبرتو موراویا (۱۹۰۷–۱۹۹۰)
- الزا مورانته (۱۹۱۲–۱۹۸۵)
- مارینو مورتی (۱۸۸۵–۱۹۷۹)

## و
- جیانی واتیمو (زاده ۱۹۳۶)
- جورجو وان استراتن (زاده ۱۹۵۵)
- جووانی ورگا (۱۸۴۰–۱۹۲۲)
- لئوناردو دا وینچی (۱۴۵۲–۱۵۱۹)

## ی
- فرانچسکو یووینه (۱۹۰۲–۱۹۵۰)